# Ma sœur l'histoire, ne vois-tu rien venir ?
Ma sœur l'histoire, ne vois-tu rien venir ? est un essai de Michel de Grèce publié en France aux éditions Julliard en 1970.
Il a reçu le prix Cazes.
Dans cet ouvrage, Michel de Grèce porte un regard réprobateur sur le gotha européen. « Sans avoir eu besoin d'un profond effort de réflexion, je me rendais compte que j'appartenais à un monde anachronique, démodé, imprégné d'un conformisme étroit. » Cette critique vaut au prince-écrivain de durables fâcheries avec certains de ses parents.